# Decapterus macarellus
Decapterus macarellus es una especie de peces de la familia Carangidae en el orden de los Perciformes.

## Morfología
• Los machos pueden llegar alcanzar los 46 cm de longitud total.

## Distribución geográfica
Se encuentra en las  costas del Atlántico occidental (desde Nueva Escocia y Bermuda hasta Río de Janeiro - Brasil -), del Atlántico oriental (Santa Helena, Cabo Verde, Golfo de Guinea, Azores y Archipiélago de Madeira), del Índico (Mar Rojo, Golfo de Adén, Seychelles, Sudáfrica y Sri Lanka) y del  Pacífico oriental (desde el Golfo de California hasta Ecuador ).